# Nancy Roman
Nancy Roman   (Nashville, 16 de maig de 1925 - Germantown, 25 de desembre de 2018) va ser una astrònoma americana, una de les primeres dones executives de la NASA. És coneguda per molta gent com la "Mare del Hubble" per la seva funció en el projecte del Telescopi espacial Hubble. Al llarg de la seva carrera, Roman va ser conferenciant i educadora molt activa també en la defensa de les dones en les ciències.

## Vida personal
Roman va néixer en Nashville, Tennessee, filla d'una professora de música Georgia Smith Roman i d'un geofísic, Irwin Roman. A causa de la feina del seu pare, la família es va instal·lar a Oklahoma poc després del naixement de la Nancy. Més tard, tota la familia es va traslladar a Houston, Nova Jersey, i després a Michigan. A partir de 1955 van viure a Washington DC. Roman considerava que els seus pares van ser la influència més important pel seu interès en la ciència. A part de la seva feina, Roman gaudia d'anar a conferències i concerts i va ser molt activa en l'Associació Americana de Dones Universitàries.

## Educació
Quan Roman tenia onze anys va mostrar un precoç interès per l'astronomia i va formar un club d'astronomia. Ella i els seus companys de classe van treballar junts i van aprendre dels llibres sobre constel·lacions una vegada a la setmana. Tot i que descoratjada per aquells que tenia al voltant, Roman sabia que estava a l'institut per la seva passió per astronomia. Va assistir al Western High School de Baltimore on va participar en un programa intensiu i es va graduar en tres anys.
El 1946 Roman va assistir a Swarthmore College, on va obtenir la seva llicenciatura en astronomia. Mentre estudiava allà, va treballar a l'Sproul Observatory. Després d'això, el 1949, va obtenir el seu doctorat en el mateix camp a la Universitat de Chicago. Es va quedar a la universitat per sis anys més treballant a l'Observatori Yerkes, de vegades viatjant a l'Observatori McDonald a Texas per treballar com a investigadora associada amb WW Morgan. La posició d'investigadora no era permanent així que Roman va esdevenir instructora i després professora ajudant. Roman finalment va deixar el seu treball a la universitat a causa de la dificultat afegida que representava ser dona en aquell moment de accedir a un lloc permanent de recerca. Roman va seguir col·laborant amb les seves alma mater mentre va treballar a la Junta de Directors de l'Swarthmore College des del 1980 fins a 1988.

## Carrera Professional
Després de deixar l'Observatori Yerkes de la Universitat de Chicago, Roman va anar al Laboratori d'Investigació Naval i va entrar al programa de radioastronomia. El treball de Roman al laboratori nacional de referència incloia l'ús d'espectres de font de ràdio no tèrmics i fer la feina de geodèsica. En el programa va esdevenir cap de la secció d'espectroscòpia de microones.

### NASA
En una conferència de Harry Urey, Roman va ser abordada per Jack Clark, que li va preguntar si coneixia algú interessat en crear un programa per a l'astronomia espacial a NASA. Ella va ser qui va acceptar el càrrec i va esdevenir la primera persona Cap d'astronomia de l'Oficina de Ciència Espacial de la NASA, sent la que va crear el programa, i la primera dona a ocupar un lloc executiu en l'agència espacial. Part de la seua feina va consistir en viatjar pel país i parlar amb els departaments d'astronomia, on es discutia el programa que estava en desenvolupament. Roman també intentava esbrinar el que volien els altres astrònoms. Des del 1961 fins al 1963 va ser Cap de la física i l'astronomia solar de la NASA. Va ocupar diversos altres càrrecs a la NASA, entre ells el de cap d'astronomia i relativitat. 

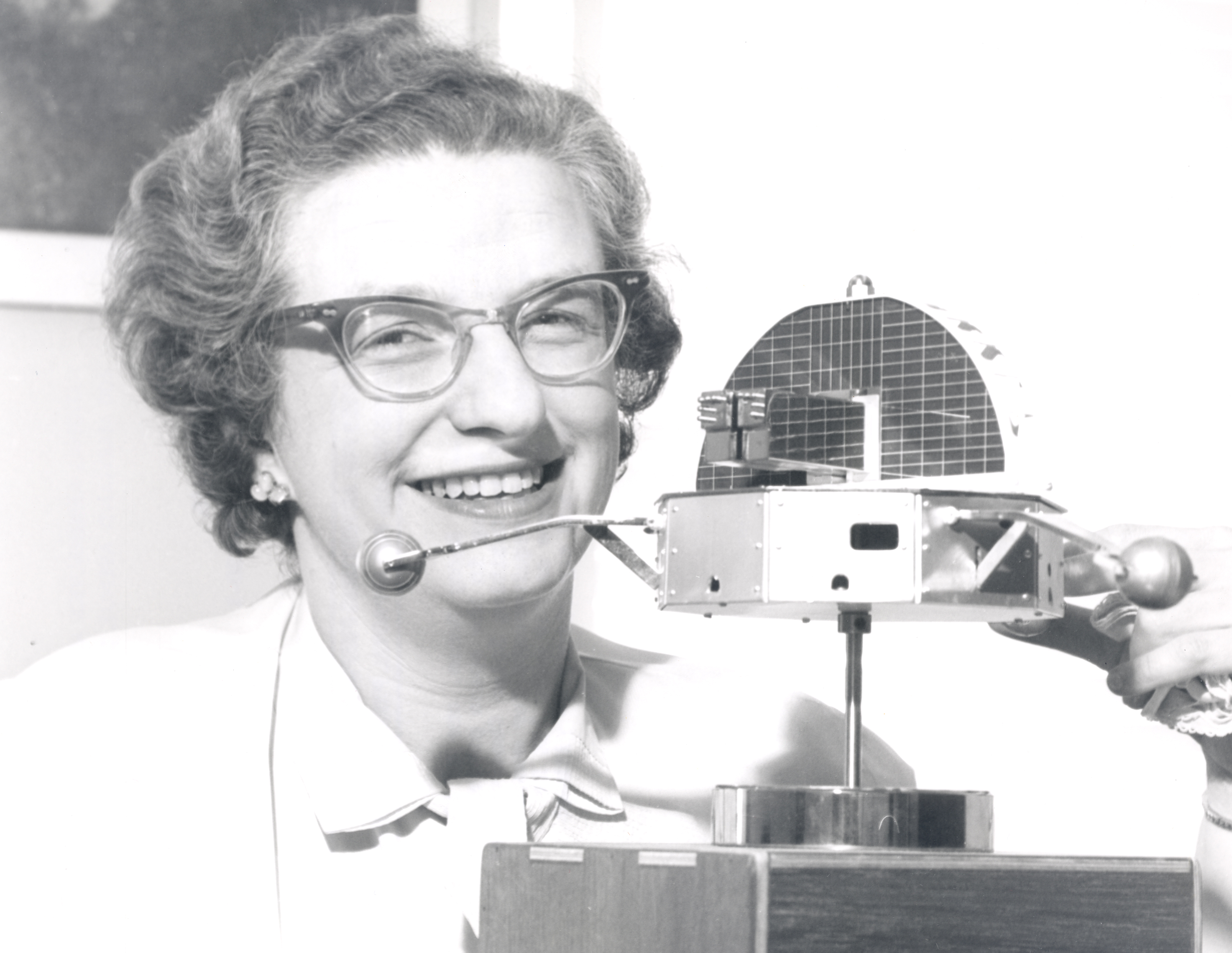
Dra. Nancy Roman, amb una maqueta de l'Orbiting Solar Observatory (OSO) a l'any 1963.

Durant la seva estada a la NASA, Roman va desenvolupar i pressupostar diversos programes, i va organitzar la seva participació científica. Va participar en el llançament de tres Observatoris d'Orbita Solar i tres satèl·lits astronòmics petits. Aquests satèl·lits utilitzen la tecnologia ultraviolada i de raigs X per observar el sol, l'espai i el cel. També va supervisar els llançaments d'altres observatoris astronòmics orbitals que utilitzen mesuraments òptics i ultraviolats, treballant amb Dixon Ashworth. Entre els seus altres llançaments s'inclouen quatre satèl·lits geodèsics. Va planejar altres programes més petits, com l'Astronomy Rocket Program, els High Energy Astronomy Observatories, i l'Scout Prober per mesurar el desplaçament cap al roig de la gravetat relativista i altres experiments als Spacelab, Gemini, Apollo i Skylab. Roman va treballar amb Jack Holtz, també, en l'Small Astronomy Satellite i amb Don Burrowbridge en el telescopi espacial.
L'últim programa amb el que va estar molt involucrada va ser el Telescopi Hubble, va intervenir directament en la planificació inicial i específicament en la creació de l'estructura del programa. A causa de la seva contribució sovint se l'anomena la "Mare de Hubble."
Després de treballar per a la NASA durant vint-anys, va continuar fins al 1997 el seu treball per als contractistes que van donar suport al Centre de vol espacial Goddard.

### Dona i ciència
Roman es va enfrontar als problemes relacionats amb el fet de ser una dona en la ciència a mitjans del segle xx, com la majoria de les dones. La gent del seu voltant la van voler desanimar de fer astronomia i va ser una de les poques dones a la NASA en el seu temps, sent l'única dona amb un càrrec executiu. Va assistir a cursos anomenats "Dones en Gestió" a Michigan i a Penn State per aprendre sobre temes relacionats amb el fet de ser una dona en un lloc de gestió. No obstant això, Roman va declarar en una entrevista el 1980 que aquest cursos la van decebre, ja que no abordaven els problemes de les dones havien d'afrontar en l'àmbit de la gestió:
| « | La idea sonava bé, perquè em semblava que les dones s'enfrontaven a problemes en la gestió, simplement perque entraven en un món masculí, que un home en el mateix lloc de treball no havia d'enfrontar. I vaig pensar que un curs per a les dones en la gestió abordaria aquests problemes i ens donaria alguna orientació. El que vaig descobrir va ser bastant decebedor. En primer lloc, els ponents eren persones que estaven acostumades a parlar amb homes en la gestió i pel que vaig poder veure, ens van donar essencialment les mateixes coses, "feminitzant-les" d'alguna manera sense entendre els problemes reals que les dones han d'encarar en la gestió. Intentaven introduir temes com el disseny de vestuari o temes semblants (...) Van tractar d'aportar alguns temes que pensaven que serien " de l'intereés de les dones", sense preocupar-se dels problemes de les dones. | » |

### Recerca i publicacions
Una de les primeres publicacions de Nancy Roman va ser el 1955, després que el seu treball en els Observatoris Yerkes i McDonald, al Astrophysical Journal: Supplemental Series i va ser un catàleg d'estrelles d'alta velocitat. Va documentar nous "tipus espectrals, magnituds fotoelèctriques, colors i paral·laxis espectroscòpics de prop de 600 estrelles d'alta velocitat." Després, el 1959, Roman va escriure un article sobre la detecció de planetes extraterrestres.
Roman també va descobrir les estrelles fetes d'hidrogen i d'heli es mouen més ràpid que les estrelles compostes per altres elements més pesats. Un dels seus altres descobriments va ser trobar que no totes les estrelles comuns eren de la mateixa edat. Això va ser provat mitjançant la comparació de les línies d'hidrogen dels espectres de baixa dispersió en les estrelles. Es va adonar que les estrelles amb les línies més intenses es movien més a prop del centre de la Via Làctia i les altres es movien seguint patrons més el·líptics fora del pla de la galàxia. També va fer recerca i va publicar en temes relacionats amb la localització de les constel·lacions a partir de la seva posició 1875.0 explicant com ho havia trobat i un article sobre el Grup de l'Ossa Major per a la seva tesi.

## Premis i reconeixements
- 1962- Federal Woman's Award-1962[7]
- 1962- Una de les 100 persones joves més importants, Life magazine[9]
- 1969- Exceptional Scientific Achievement Medal NASA
- 1980- William Randolph Lovelace II, American Astronaut Association[7]
- Doctora Honoris Causa del Russell Sage College, Hood College, Bates College i Swarthmore College
- L'asteroid 2516 Roman s'anomena així en el seu honor
- La beca Nancy Grace Roman Technology Fellowship en Astrofísica, de la NASA s'anomena així per ella.[8]
- 2016- Nancy Grace Roman, juntament amb Margaret Hamilton, Katherine Johnson, Sally Ride, Mae Jemison, són el grup de cinc notables pioneres de la NASA que LEGO ha triat per crear uns materials educatius per mostrar a joves i adults la història de les dones a l'STEM.[13]